# 電子情報処理組織による申立て
電子情報処理組織による申立て（でんしじょうほうそしきによるもうしたて）は、日本における裁判手続の申立ての方法の1つであり、オンラインによる申立てを可能とするものである。
民事訴訟法第132条の10および第397条によって、裁判所に提出する文書に代わって、情報技術の進展によるオンラインによる提出の特例を可能とする。訴訟係属後においてファクシミリによる裁判所にみなし提出とされる文書だけでなく、将来はすべての裁判所で電子申請を可能とするための規定であるが、現在は最高裁判所が定める以下の裁判所で試行的にオンライン申立てを実施しているにすぎない。2006年9月1日からは東京簡易裁判所に申し立てる支払督促について、OCRを利用したオンライン申立てが可能となった。
手数料と予納郵券については保管金電子納付をすることにより、紙の書面の提出なくオンラインで裁判手続の申立てができるようになった。

## 札幌地方裁判所（本庁）
- 期日指定の申立て
- 期日変更の申立て
- 調査の嘱託の申出
- 証人尋問の申出
- 当事者尋問の申立て
- 鑑定の申出
- 文書送付の嘱託の申立て
- 検証の申出
- 証拠説明書の提出

## 東京簡易裁判所および大阪簡易裁判所
- 支払督促の申立て（大阪はOCR）